# Ann Curry
Ann Curry (Guam, Estados Unidos, 19 de noviembre de 1956) es una presentadora y periodista de Guam, conocida por trabajar en The Today Show y en MSNBC.
Curry es un miembro de la Junta en la IWMF (Medios de Comunicación Internacional de la Mujer de la Fundación).

## Biografía
Curry nació en Guam de Bob Curry, de los franceses, irlandeses y holandeses descendientes de Pueblo, Colorado , y Nagase Hiroe, originaria de Japón .
Su padre estadounidense tucó una carrera de la Marina, conoció a su madre durante la ocupación de Estados Unidos en Japón tras la Segunda Guerra Mundial . 
El ejército de Estados Unidos inicialmente no permitía el matrimonio, pero su padre regresó a Japón dos años después de casarse con Nagase.
Curry ha vivido en Japón durante varios años de niña, asistiendo a la escuela Ernest J. King en la base militar de Sasebo. Más tarde se trasladó a Ashland, Oregón , donde se graduó de la Escuela Superior de Ashland.
En 1978 se graduó con una licenciatura en Periodismo por la Universidad de Oregón .
Curry está casada con el ejecutivo de software Brian Ross, a quien conoció en la universidad. Tienen una hija, McKenzie, y un hijo, William Walker Curry Ross. La familia vive en el Gramercy Park barrio de Nueva York .

## Carrera profesional
Curry comenzó su carrera televisiva en 1978 como interna en la entonces filial de NBC-, ahora filial de CBS- KTVL en Medford, Oregón . 
Allí llegó a convertirse en la reportera primera femenina. En 1980, Curry se trasladó a la NBC, filial de KGW en Portland, donde fue reportera y presentadora.
Cuatro años más tarde, Curry se mudó a Los Ángeles como una reportera de KCBS-TV y recibió dos premios Emmy , mientras trabajaba como reportera de 1984 a 1990.
En 1990, Curry se unió a NBC News, por primera vez como la cadena de televisión NBC Chicago corresponsal de entonces como la comunicadora de la cadena de televisión NBC en la salida del sol desde 1991 hasta 1996. Curry también se desempeñó como presentadora de noticias sustituyendo de Matt Lauer en 1994 a 1997 a la actualidad . 
Desde 1997 hasta 2011 se desempeñó como presentadora de noticias en la actualidad , siendo la serie más larga de segunda comunicación de las noticias de servicio, detrás de Frank Blair , quien sirvió en esa capacidad desde 1953 hasta 1975. Durante este tiempo, también se desempeñó como presentadora sustituta de la actualidad . En mayo de 2005, Curry fue nombrada copresentadora de la NBC Dateline con Stone Phillips, que se mantuvo como la presentadora principal, cuando Phillips dejó en junio de 2007 y desde entonces ha movido fuera de la muestra después de sustituir a Meredith Viera en la actualidad en el año 2011. Curry ha sido conocida en NBC News para el anclaje de tres de las cuatro emisiones más importantes. Ella ha leído la noticia en The Today Show desde el 11 de marzo de 1997, se ha anclado Dateline NBC . 
De 2005 a 2011, fue la sustitutoa principal de NBC Nightly News. En 2007, después de Lester Holt se hizo cargo de las ediciones de fin de semana (Holt había sido el sustituto principal, pero dejó el cargo para convertirse en ancla de fin de semana, dando la posición de Curry). Incluso ha habido días en que Curry ha presentado las tres emisiones en un día. Un segmento en la actualidad , Ann on the Run, sigue Curry en torno a un día en el que debe leer las noticias en la actualidad , la cinta Dateline , y rellenar vivir por Brian Williams en Nightly News .
Curry es conocida por sus reportajes internacionales de noticias importantes, la presentación de historias de lugares como Bagdad, Sri Lanka, República Democrática del Congo, Ruanda, Albania , y Darfur . Curry acogió la cobertura de NBC en horario estelar, y pone de relieve de la Tierra en vivo los conciertos el 7 de julio de 2007, y también contribuyó con entrevistas de la especial con Nueva York el alcalde Michael Bloomberg y Al Gore. 
Curry informó desde el USS Theodore Roosevelt durante la invasión de Afganistán en noviembre de 2001, y tuvo una entrevista exclusiva con el general Tommy Franks. Se informó desde Bagdad a principios de 2003, y después de la USS Constellation , como la guerra en Irak comenzó. Ann fue también el ancla cadena de noticias primero en reportar desde el interior de la zona del tsunami del sudeste asiático a finales de 2004.
El 17 de diciembre de 2007, Curry bungee saltó del famoso Puente Colgante en Middlesbrough , Inglaterra, para recaudar dinero para caridad. Su salto fue transmitido en vivo en el programa Hoy a las 8:13 a. m. aproximadamente. Durante el 4 de febrero de 2008, la aparición como invitada en la cadena NBC Late Night with Conan O'Brien , se le preguntó si alguna vez saltar bungee más, Curry dijo que si O'Brien saltaba con ella.
Ann Curry reemplazo a Meredith Vieira como coanfitrión el 9 de junio de 2011, con corresponsal nacional de Natalie Morales sustituye a Curry como lector de noticias.

## Premios
1. Premios Emmy, presentó para la cobertura del terremoto de 1987 en Los Ángeles, otro presentado por informar sobre la explosión de un San Bernardino gasoducto, [ 9 ] y una tercera en 2007 por sus reportajes sobre NBC Nightly News sobre el Darfur de crisis. [ 10 ]
2. Micrófono de Oro (4), presentado por Noticias de Radio y Televisión Asociación del Sur de California (RTNA)[3]
3. Certificado de Excelencia , Associated Press
4. Premio Gracie , presentado por la Fundación de Mujeres Americanas en Radio y Televisión
5. Excelencia en la información presentada por la NAACP
6. Premio Nacional de Periodismo , presentado por la Asociación del Asia Periodistas de América de 2003
7. Premio Pioneer , presentado por la Universidad de Oregón, 2003
8. Salón de la inducción de logro, de la Universidad de Oregón Escuela de Periodismo y Comunicación de 2002
9. Presentador de Noticias más sexy y "más calientes Locutor MILF" según lo votado por los lectores de pedir a los hombres la revista
10. Premio de la riqueza común de Servicio Distinguido , presentado por PNC Bank por sus destacados logros en la comunicación de masas, 2008
11. Doctorado honoris causa en Periodismo de la Universidad del Sur de Oregón en 06/05/2010 después de dar el discurso de graduación
12. Curry recibió un título honorario de la Universidad de Providence en Providence, Rhode Island el 16 de mayo de 2010.
13. Ella recibió un doctorado honorario de la Universidad de Wheaton, en Norton, Massachusetts el 22 de mayo de 2010. Allí pronunció el discurso principal de graduación. Sin embargo, ella trucada como se citó varios alumnos famosos, solo uno de los cuales se graduó de esa universidad. Los otros se graduó de la Universidad de Wheaton, cerca de Chicago . Curry pidió disculpas por la metedura de pata.

El 28 de junio Ann se despidió del programa, "TODAY" para dejarle el puesto a Savannah Gunthrie.